# Hebenstreit von Glurnhör

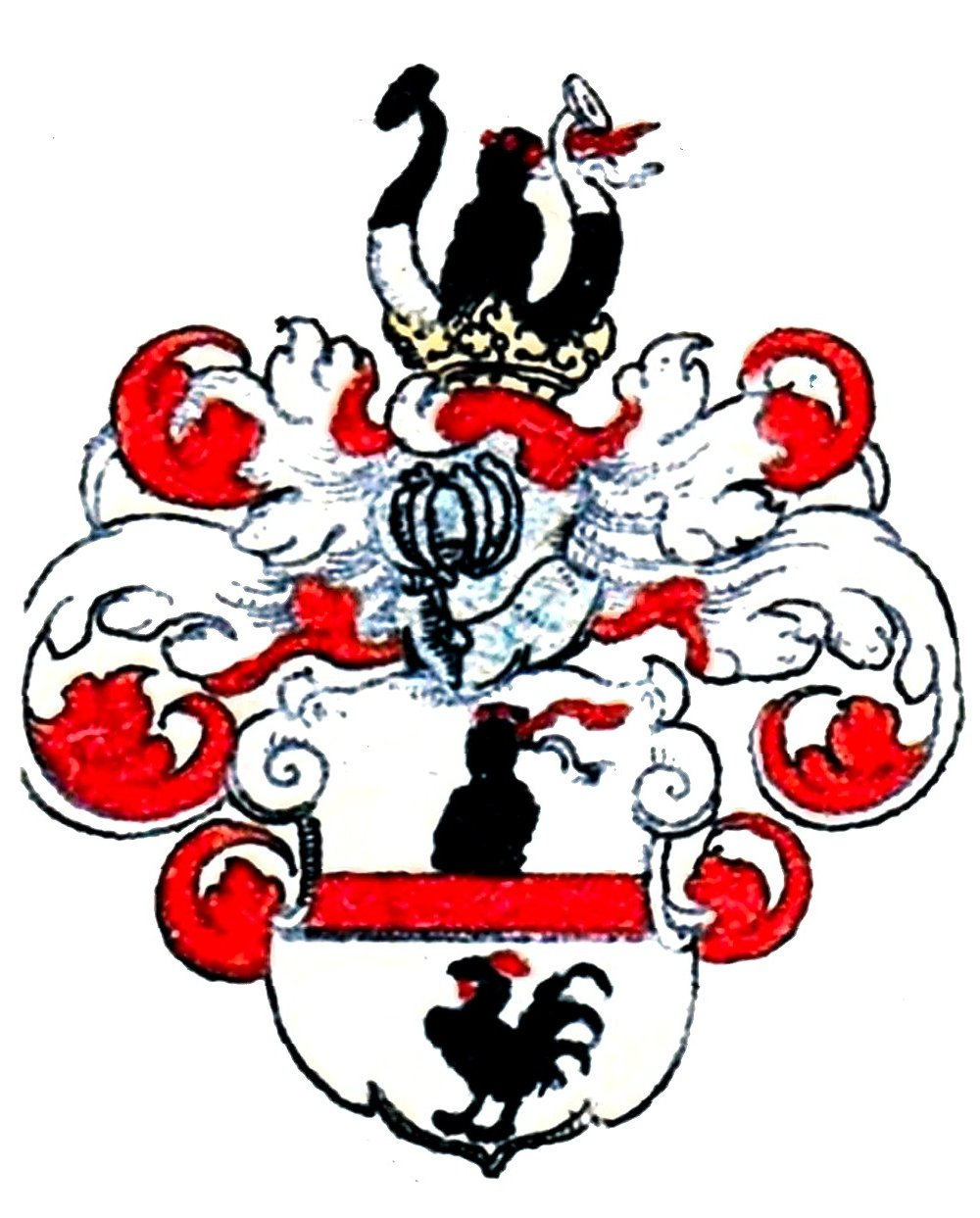
Wappen der Hebenstreit aus Johann Siebmachers Wappenbuch, bei Tiroler Ritterschaft und Adel

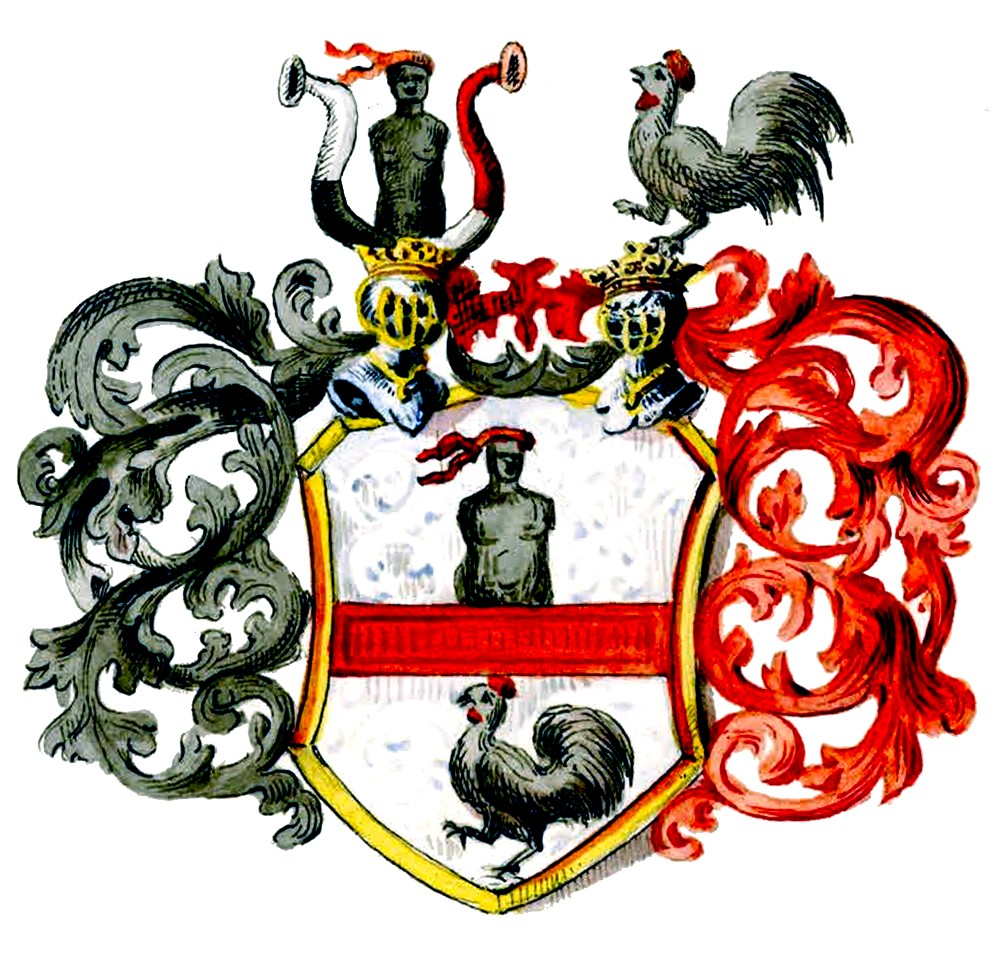
Wappen der Hebenstreit von Glurnhör aus dem Ritterdiplom von Johann Benedikt Hebenstreit (1861)

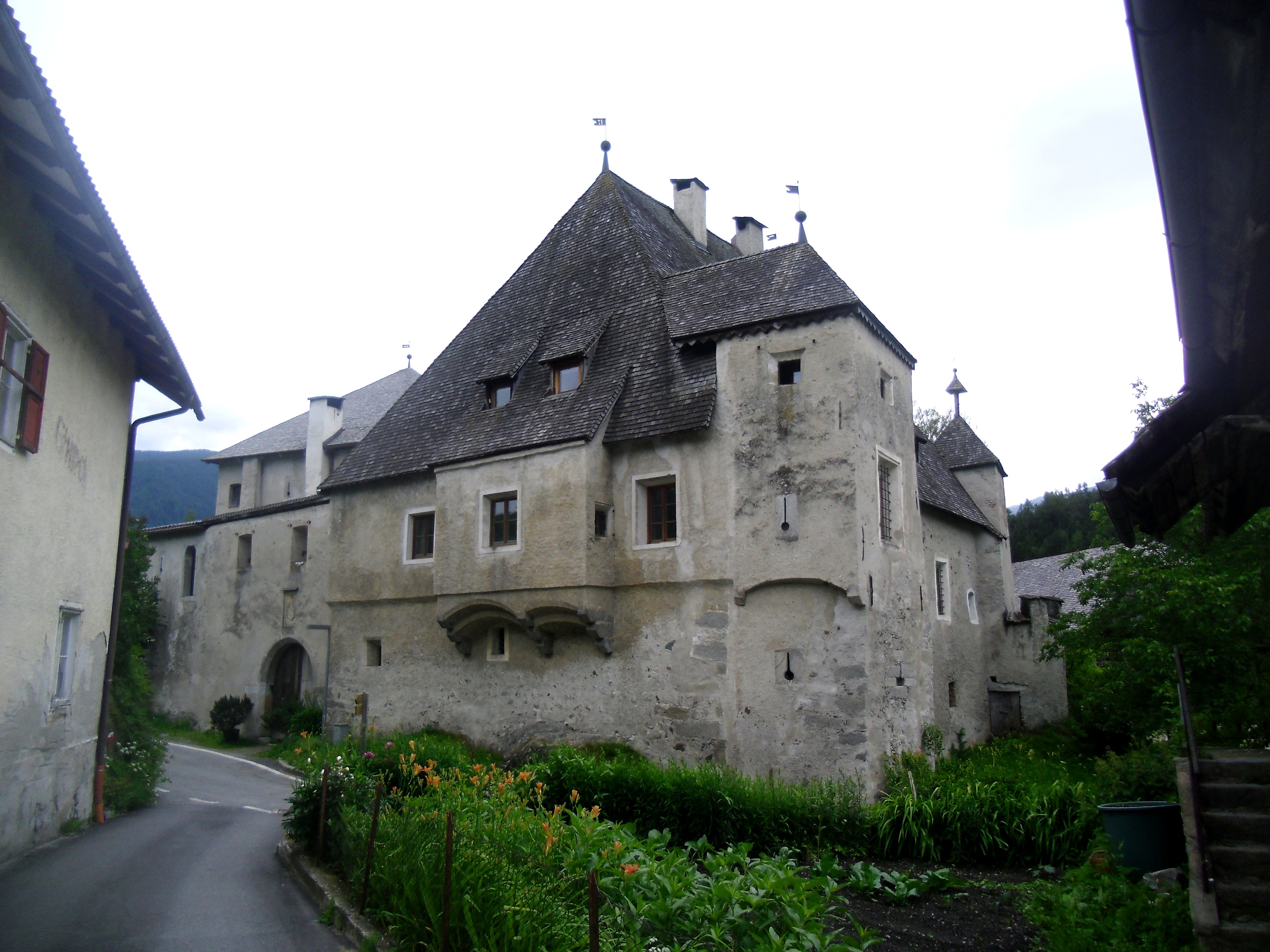
Ansitz Glurnhör

Die Hebenstreit von Glurnhör, Mohrenfeld und Mauren sind ein briefadeliges Geschlecht aus Tirol, das in den Reichsritter- und Freiherrenstand erhoben wurde. Sie sind zu unterscheiden von anderen wappenführenden Familien dieses Namens wie den Hebenstreit mit dem Pfeil im Wappen sowie den Hebenstreit von Streitenfeld. Nach dem österreichischen Adelsaufhebungsgesetz nannte sich die Familie Hebenstreit-Glurnhör.

## Geschichte
Am 4. Juli 1465 wurde Bernhard Hebenstreit in Linz ein Wappen verliehen. Stammvater der Tiroler Linie war Leonhard Hebenstreit, welcher um 1498 aus Kärnten nach Tirol eingewandert war und sich im Pustertal ansässig machte. Dort brachte die Familie nach und nach die Ansitze Aschbach, Glurnhör, Mauren, Schwarzenhorn, Aufhofen und Morenfeld an sich. Nach dem Ansitz Glurnhör nannten sie sich von nun an "Hebenstreit zu Glurhör" und vermehrten deren Wappen mit ihrem eigenen. 1525 kämpfte Christoph von Hebenstreit bei der Belagerung Wiens durch die Türken, der nach Otto Titan von Hefner zu diesem Geschlecht gehörte. Kaiser Ferdinand I. verlieh am 9. August 1543 oder 1553 den Brüdern Benedikt und Christoph Hebenstreit für ihre Verdienste den rittermäßigen Adelsstand. 1589 starb der pensionierte Soldat und Präfekt Benedikt Hebenstreit zu Glurnhör und wurde in der Klosterkirche Sonnenberg bestattet. Auf seinem Grabstein steht die Inschrift: 

„Nobili, magnifico ac strenuo Viro Benedicto Hebenstreit a Glurn- hör, qui ab ineunte ætate castra sequutus tantam in iis ostendit forti- tudinem, ut brevi a summis principibus Carolo V. Ferdinando L et Maximiliano II. Rom. imperatoribus ac Philippo, rege Hispaniarum sub Emanuele Philiberto, Sabaudiae duce, binæ cohorti præficeretur, deinde munitissimi Castelli Peitelstein præfectus Ferdinando Archiduci Austria et Carolo filio fuerit a Consiliis; tandem Septuagenarins emeritus miles victrici cessit morti. Anno Theophanie MCXIC. X. Calend. Martii.
Atque primaria Elisabetæ ex nobili familia Bruggerorum a Ster- zingen, quæ terris fessa vitam calamitosam cœlesti commutavit Anno MDC. Parentibus charissimis Benedictus Bernardus filius Moestissimus“

1605 wurde das Geschlecht in die Tiroler Landstandschaft aufgenommen. Der Fürstbischof von Brixen Johann Franz Khuen von Belasi befreite am 25. November 1692 für Johann Jakob Hebenstreit zu Glurnhör sein Wohnsitz in Aufhofen und erhob ihn zum adligen Ansitz Mohrenfeld. Des Weiteren erlaubte er ihm und seinem Bruder Karl Benedikt Hebenstreit zu Glurnhör sich danach „von und zu Morenfeld“ zu nennen. Am 29. März 1795 erhob Kaiser Franz II./I. in Wien den bischöflichen Hofkanzler von Konstanz Andreas von Hebenstreit in den Reichsfreiherrenstand. Der Statthaltereirat Johann Benedikt Hebenstreit von Glurnhör, Mohrenfeld und Mauren wurde am 27. Juni 1861 in Wien der österreichische Ritterstand verliehen. Otto Titan von Hefner behauptete in seinem Werk, dass das Geschlecht der Hebenstreit erloschen sei, jedoch blühte der Stamm in Österreich fort.

## Wappen
„Wappen: In Silber ein roter Balken. Oben wachsend ein Mohrenrumpf mit goldener Stirnbinde, unten ein schwarzer Hahn (Streithahn).“